# Bolette Gjør
Bolette Gjør (Trondheim, 11 de maio de 1835 — Oslo, 4 de novembro de 1909) foi uma missionária e escritora norueguesa.